# Alan Dillon

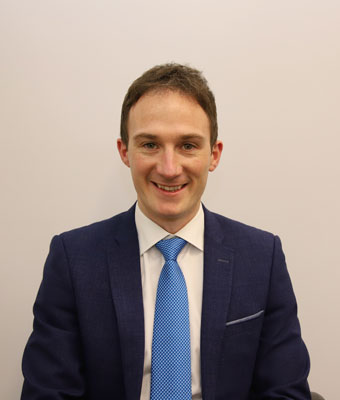
Alan Dillon (2020)

Alan Dillon (* 28. September 1982 in Castlebar, County Mayo, Irland) ist ein irischer Politiker der Fine Gael (FG) und früherer Sportler (Gaelic Football). Dillon ist seit 2016 mit seiner Frau Ashling verheiratet, mit der er zwei Kinder hat.

## Leben
Alan Dillon wuchs in Castlebar auf und studierte zunächst an der Maynooth University angewandte Mathematik und Biologie. Nach dem Bachelor schloss er erfolgreich ein Pharmaziestudium an der University of Galway ab.
Schon während seines Studiums war er sehr erfolgreich im Gaelic Football. Zwischen 2003 und 2017 spielte er sechs Mal in den All-Ireland-Finals für die Auswahl des County Mayo. 2006 und 2012 konnte er mit seiner Mannschaft siegen. 2017 zog er sich vom aktiven Sport zurück.
Bei den Wahlen zum Dáil Éireann 2020 für den Wahlkreis Mayo gelang es ihm auf Anhieb, einen Sitz zu erzielen. Ab Oktober 2023 übernahm er den Vorstand der Fine Gael-Fraktion im Parlament. Am 10. April 2024 wurde er in der Regierung Harris zum Staatsminister für lokale Verwaltung und Raumordnung im Ministerium für Wohnungswesen, Lokalverwaltung und das kulturelle Erbe ernannt. In der Regierung Martin II wurde er Staatsminister für Kleinunternehmen und Kreislaufwirtschaft ab dem 29. Januar 2025.